# Procris curtisii
Procris curtisii är en nässelväxtart som först beskrevs av Henry Nicholas Ridley, och fick sitt nu gällande namn av B.J.Conn och Hadiah. Procris curtisii ingår i släktet Procris och familjen nässelväxter. Inga underarter finns listade i Catalogue of Life.